# Но Мухјон
Но Мухјон (кореј. 노무현; 1. септембар 1946 — 23. мај 2009) био је јужнокорејски адвокат и политичар који је био председник Јужне Кореје од 2003. до 2008. године.
Школовао се и завршио основну и средњу школу, али никад није похађао факултет. На председничким изборима 2003. однео је тесну победу од 2% предности. Током његовог мандата незапосленост је расла, а популарност му је драстично падала. Послао је јужнокорејске војнике у Ирак на захтев САД, иако су га сматрали анти-Американцем. Имао је незавидне дипломатске односе с Јапаном. Његова управа константно је била оптуживана за корупцију и неспособност вођења економије.  Оптужен је за подмићивање и примање 6 милиона долара мита након одласка с власти. Починио је самоубиство у свом родном селу 2009. године.